# Lijst van internationale spoorwegstations in Nederland
Dit is een lijst van internationale spoorwegstations in Nederland.

## Internationale intercitystations
Deze stations hebben een directe verbinding met België, Duitsland, Frankrijk of het Verenigd Koninkrijk via de ICE, Eurostar of de EuroCity.
- Almere Buiten (EuroCity Direct)
- Almere Centrum (EuroCity Direct)
- Amersfoort Centraal (IC Berlijn)
- Amsterdam Centraal (ICE & Eurostar)
- Amsterdam Zuid (EuroCity Direct)
- Apeldoorn (IC Berlijn)
- Arnhem Centraal (ICE)
- Breda (EuroCity)
- Deventer (IC Berlijn)
- Hengelo (IC Berlijn)
- Hilversum (IC Berlijn)
- Lelystad Centrum (EuroCity Direct)
- Rotterdam Centraal (EuroCity (Direct) & Eurostar)
- Schiphol Airport (EuroCity Direct & Eurostar)
- Utrecht Centraal (ICE)

### Stations bij omleidingen
- Almere Centrum - Alleen bij omleidingen IC van/naar Berlijn.
- Eindhoven Centraal - bij omleidingen van ICE.
- 's-Hertogenbosch - bij omleidingen van ICE.
- Venlo - bij omleidingen van ICE.
- Zwolle - Alleen bij omleidingen IC van/naar Berlijn.

## Internationale stop- en sneltreinstations
De volgende stations worden (ook) aangedaan door grensoverschrijdende regionale treinen.
- Bad Nieuweschans
- Eijsden[1]
- Eygelshoven Markt[1]
- Enschede
- Enschede De Eschmarke[1]
- Glanerbrug[1]
- Groningen
- Groningen Europapark
- Heerlen
- Hoogezand-Sappemeer
- Kropswolde
- Landgraaf
- Maastricht
- Maastricht Randwyck
- Martenshoek
- Meerssen
- Oldenzaal
- Roosendaal
- Scheemda
- Valkenburg
- Venlo
- Winschoten
- Zevenaar
- Zuidbroek

## Voormalige internationale spoorwegstations
- Almelo - IC naar Berlijn
- Amsterdam Amstel - Buurlandtrein naar Keulen (tot 1991), Autoslaaptrein en IC naar Luxemburg (Ardennen Express)
- Amsterdam Lelylaan - IC naar Brussel (tussen 1986 en 1996)
- Amsterdam Sloterdijk - IC naar Berlijn
- Amsterdam De Vlugtlaan - IC naar Berlijn
- Den Haag Centraal - EC naar Keulen
- Den Haag HS - IC naar Brussel
- Delft - IC naar Brussel
- Dordrecht - IC naar Brussel (tot april 2018)
- Duivendrecht - ICE naar Keulen en IC naar Berlijn
- Ede-Wageningen - buurlandtrein naar Keulen (tot 1991)
- Eindhoven - EC naar Keulen en Ardennen Express
- Haarlem - IC naar Brussel (tot 1986) en Ardennen Express
- Heerlen de Kissel - Euregiobahn naar Aken
- 's-Hertogenbosch - Ardennen Express en Autoslaaptrein
- Hoek van Holland Haven - EC naar Keulen, eerder ook naar Warschau, Moskou en Scandinavië
- Leiden - IC naar Brussel (tot 1998)
- Nijmegen - tot 1991 regionale trein naar Kleef, eerder ook naar Krefeld en D-treinen richting Keulen.
- Roermond - Ardennen Express
- Rotterdam Noord - internationale boottreinen (tot 1967)
- Schiedam Rotterdam-West - internationale boottreinen (1967-1998)
- Simpelveld - Maastricht-Aken (tot 1992)
- Sittard - Ardennen Express
- Vlissingen - internationale boottreinen (tot 1939)
- Weert - Ardennen Express